# Philosophy of the World
Philosophy of The World ist das einzige reguläre Studioalbum der Outsider-Band The Shaggs. Es wurde 1969 veröffentlicht. Finanziert wurde die Aufnahme von Austin Wiggin, dem Vater der Bandmitglieder und der treibenden Kraft der Band.

## Covertext
In den Liner Notes schrieb ihr Vater Austin Wiggin:

„Die Shaggs sind echt, rein, unbeeinflusst von äußeren Einflüssen. Ihre Musik ist anders, es ist allein die ihre. Sie glauben an sie, leben sie. … Von allen zeitgenössischen Taten in der heutigen Welt tun vielleicht nur die Shaggs, was andere tun möchten, und das ist, nur das zu tun, woran sie glauben, was sie fühlen, nicht das, was andere denken, das die Shaggs fühlen sollten.
Die Shaggs lieben dich. … Sie werden ihre Musik oder ihren Stil nicht ändern, um den Launen eines frustrierten Welt gerecht zu werden. Sie sollten dies zu schätzen wissen, weil Sie wissen, dass sie rein sind, was kann man mehr verlangen? …
Sie sind Schwestern und Mitglieder einer großen Familie, deren gegenseitiger Respekt und Liebe füreinander unglaublich hoch sind. … in einer Atmosphäre, die sie ermutigt hat, ihre Musik unbeeinflusst von äußeren Einflüssen zu entwickeln. Sie sind glückliche Menschen und lieben, was sie tun. Sie tun es, weil sie es lieben.“

## Titelliste
Alle Songs stammen aus der Feder von Dorothy Wiggin.
Seite A
1. Philosophy of the World – 2:56
2. That Little Sports Car – 2:06
3. Who Are Parents? – 2:58
4. My Pal Foot Foot – 2:31
5. My Companion – 2:04
6. I’m So Happy When You’re Near – 2:12

Seite B
1. Things I Wonder – 2:12
2. Sweet Thing – 2:57
3. It’s Halloween – 2:22
4. Why Do I Feel? – 3:57
5. What Should I Do? – 2:18
6. We Have a Savior – 3:06

## Rezeption
Das Album fand zunächst keine Beachtung. 900 der 1000 gepressten Exemplare verschwanden gleich mit dem windigen Produzenten Charlie Dreyer. Dreyer ist auch Betreiber des Labels Third World Recordings gewesen, dessen einzige Veröffentlichung Philosophy of the World ist.
Debra Rae Cohen schrieb 1980 im Rolling Stone in einer Rezension:

„Philosophy of The World ist die krankeste, atemberaubend schrecklich wunderbare Platte, die ich seit langem gehört habe: das perfekte mentale Gegenmittel für Depressionen aller Art … Die Shaggs singen ihre Postkarten-Lyrik […] unisono entlang angeblicher Melodielinien, und spielen ihre blechern klingenden Gitarren wie jemand, der einen Reißverschluss öffnet. Die Schlagzeugerin spielt, als ob sie jedes Mal das Lied erraten müsste, um sich doch jedes Mal zu irren.“

Chris Connelly schrieb 1980 in einem Artikel für den Rolling Stone:

„Ohne Übertreibung könnte es das schlechteste Album sein, das je aufgenommen wurde.“

Susan Orlean schrieb 1999 zur Wiederveröffentlichung des Albums in The New Yorker:

„Die Musik ist gewinnend, aber stümperhafter Pop. Etwas ist irgendwie falsch mit dem Tempo, und die Melodien sind gestaucht und verbogen, nasal, ausdruckslos.“

Ihr Dilettantismus und die gänzlich unkonventionelle Musik der Schwestern begründeten den Ruf der Shaggs als Vorreiterinnen von Genres wie Punk, Indie-Rock, Twee Pop oder Lo-Fi. Zugleich wird das Album retrospektiv weitgehend positiv rezensiert und ist sogar in einigen Bestenlisten vertreten.
Cub Koda bewertete Philosophy of the World auf AllMusic mit 4½ von 5 Sternen:

„Die Arglosigkeit, die diese Leistungen durchdringt, ist einfach erstaunlich und macht eine Tugend aus der Naivität. Es gibt eine Unschuld in diesen Songs und ihren Leistungen, die charmant und beunruhigend ist.“

Die Zeitschrift Blender wählte es 2007 auf Platz 100 der 100 besten Indie-Rock-Alben aller Zeiten.
In der Aufstellung der 200 besten Alben der 1960er Jahre von Pitchfork erreichte es Platz 110.
Rolling Stone wählte Philosophy of the World auf Platz 17 der „40 Greatest One-Album Wonders“.
Die deutsche Zeitschrift Musikexpress nahm das Album in eine Auswahl von 50 Indie-Geheimtipps auf.
Kurt Cobain führte Philosophy of the World 1993 auf Platz 5 seiner Lieblingsalben.
Auch von Frank Zappa wurde das Album mehrfach gelobt. Die Shaggs bezeichnete er als „besser als die Beatles“.
Metacritic aggregiert für die Neuveröffentlichung 2016 durch Light in the Attic einen Metascore von 86 von 100 Punkten.